# Publicis Groupe
Publicis Groupe est une entreprise multinationale française de communication fondée en 1926 par Marcel Bleustein-Blanchet dont la principale actionnaire est sa fille, Élisabeth Badinter. Dirigé par Arthur Sadoun, c'est l'un des trois principaux groupes de communication au monde par le chiffre d'affaires,, présent dans une centaine de pays sur les cinq continents et comptant environ 80 000 salariés.

## Histoire

### Premières années
En 1926, dans un petit appartement du 17, rue du Faubourg-Montmartre, Marcel Bleustein alors âgé de 20 ans crée l'agence Publicis. Le nom provient de « Publi » pour publicité et « cis » pour 1926 et 1906, date de naissance de Bleustein dont le 6 est devenu le chiffre porte-bonheur. Il trouve ses premiers clients dans son entourage : le comptoir Cardinet, les Chaussures André, les meubles Lévitan. Comme logo de l'entreprise naissante, il choisit une tête de lion-soleil (au style baroque et à la crinière flamboyante), symbole de l'éclat et de la réussite, cet animal étant son signe astrologique.
En 1929, Publicis est la première agence de publicité à utiliser la radio comme moyen de publicité et utilise l'émetteur public de la tour Eiffel. Création d'une activité de régie publicitaire pour quinze stations de radio, « Les Antennes de Publicis ». En 1935, Publicis rachète la station Radio LL, rebaptisée « Radio-Cité » située boulevard Haussmann. Cette radio produit de grands programmes populaires comme Le music-hall de jeunes qui révèle Charles Trenet et Édith Piaf au grand public.
En 1940, la guerre conduit Marcel Bleustein à fermer Publicis et à s'engager dans la résistance. Une fois la guerre terminée, Marcel Bleustein-Blanchet (son nom de résistant) relance Publicis.

### Après-guerre
En décembre 1957, l'agence ouvre son premier bureau à New York. En 1958, Publicis déménage et s'installe au 133, avenue des Champs-Élysées, dans l'ancien hôtel Astoria[réf. souhaitée].
En 1968, Publicis réalise la première publicité télévisée pour le fromage Boursin et invente lors de l'OPA hostile de Boussois-Souchon-Neuvesel contre Saint-Gobain un nouveau domaine de communication : la gestion de crise[réf. nécessaire].
En 1958, Publicis ouvre son premier drugstore au 133 avenue des Champs-Élysées à Paris. Bar, restaurant, magasin (tabac, parfumerie, pharmacie, kiosque, etc.), ouvert à des horaires très tardifs pour l'époque et ciblant la jeunesse et les personnalités (« vedettes, députés, étudiants, midinettes »), le « drugstore des Champs-Élysées » reprend un concept observé aux États-Unis par le dirigeant de Publicis, Marcel Bleustein-Blanchet.
En 1965, un autre drugstore Publicis ouvre au 149 boulevard Saint-Germain ; le 15 septembre 1974, il fait l'objet d'une attaque à la grenade,.
Maurice Lévy devient directeur général du groupe en 1975.
En 1993, le quatrième réseau publicitaire français (trente-et-unième mondial) Feldman Calleux & Associés rejoint Publicis. Vingt-sept ans plus tôt Jean Feldman et Philippe Calleux s'étaient séparés de Publicis pour créer leur propre agence. L'opération se fait par un échange de la totalité des actions FCA contre 4,25 % du capital de Publicis.
En 1996, Publicis rachète le groupe Leo Burnett.

### Croissance externe dans les années 2000
Dès la fin des années 1990, Maurice Levy, convaincu de l'importance à venir du numérique, pousse le groupe Publicis vers un virage numérique.
En juin 2000, Publicis annonce le rachat de l'agence britannique Saatchi & Saatchi, propulsant ainsi l'agence au cinquième rang mondial,.
En août 2006, Publicis rachète Digitas pour 1,3 milliard de dollars, une firme spécialisée dans le marketing sur Internet. En 2007, Publicis a acquis Business Interactif, l'agence interactive française est directement intégrée dans le réseau Digitas,.
En 2008, après les acquisitions des agences interactives Modem Media aux États-Unis et Wcube en France puis de Portfolio en Corée, Publicis créé le réseau international Publicis Modem, aujourd'hui[Quand ?] 4e réseau mondial consacré à la communication numérique. Publicis Modem fournit ses compétences au réseau d'agence de marketing direct Publicis Dialog.
En août 2008, Publicis rachète Performics Search Marketing, division de Google (ex DoubleClick) spécialiste des liens sponsorisés. La même année, VivaKi rassemble Duke/Razorfish, Digitas et Performics ainsi que les deux réseaux médias ZenithOptimedia et Starcom MediaVest. Tout juste un an plus tard, Publicis fait l'acquisition de Razorfish, division de Microsoft spécialisée dans la communication numérique, dont Duke est la filiale française,.
En 2011, Publicis rachète Rosetta, agence numérique américaine, au prix de 575 millions de dollars. La même année, le groupe rachète également Healthcare Consulting, l'agence de conseil spécialisée dans la santé de François Sarkozy, frère benjamin de Nicolas Sarkozy. Il devient à l'occasion président de cette nouvelle filiale, Publicis Healthcare Consulting. En juin, Publicis prend une participation majoritaire dans Big Fuel, spécialisée dans les médias sociaux. Toujours en 2011, Publicis se renforce au Brésil avec l'acquisition de Tailor Made, de GP7, de l'agence publicitaire DPZ et de l'agence interactive A2G. Publicis renforce également sa participation dans Talent Group (60 %).
L'année suivante, Publicis réalise l'acquisition de plusieurs entreprises :
- Longtuo, entreprise de marketing numérique basée à Pékin et qui emploie 200 personnes[26]
- BBR Group, entreprise de publicité et communication basée en Israël et qui emploie 220 personnes[27]
- BBH (Bartle Bogle Hegarty), entreprise basée à Londres. BBH a réalisé 112 millions d'euros de chiffre d'affaires en 2011 et emploie environ 1000 personnes dans le monde. Publicis détenait déjà auparavant 49 % du capital de la société[28].
- NEOGAMA/BBH, entreprise basée au Brésil anciennement détenue à 34 % par BBH et qui a réalisé 42 millions d'euros de chiffre d'affaires en 2011[29]
- CNC (Communications & Network Consulting), entreprise allemande de conseil en communication[30]
- Resultrix, entreprise basée en Inde spécialisée dans le marketing à la performance et qui emploie une centaine de personnes[31]
- LBi International, entreprise basée à Amsterdam spécialisée dans la communication numérique qui a réalisé 196,6 millions € de chiffre d'affaires en 2011 et qui emploie 2 200 personnes[32]

Publicis rachète le 15 février 2013, avant l'ouverture de la Bourse de Paris, un bloc de près de 3,9 millions de ses propres actions pour un prix total de 181,4 millions d'euros.

### Échec de la fusion Publicis-Omnicom (2013-2014)
En janvier 2013, lors du Forum économique de Davos, un projet de fusion entre les groupes Publicis et Omnicom voit le jour.
Le 28 juillet 2013, le français Publicis et l'américain Omnicom annoncent officiellement leur intention de fusionner pour devenir Publicis Omnicom Group, dans le but passer de no 2 et no 3 mondial à no 1 mondial devant le britannique WPP,,. Le PDG de WPP, Martin Sorrell, présage dès juillet l'échec de ce projet de fusion qui pourrait aboutir selon lui à une dominance d'Omnicom.
L'alliance est présentée comme étant, dans une certaine mesure, une alliance défensive contre les nouveaux acteurs du marché de la publicité, particulièrement ceux du numérique tels que Google ou Facebook. Le siège social du nouveau groupe est prévu d'être situé à Amsterdam, pays donnant lieu à un désaccord majeur. Le poids de la nouvelle entité — d'une valeur de plus de 30 milliards de dollars — est tel, cependant, que le dossier doit être soumis aux autorités de la concurrence dans 45 pays, ce qui pourrait mener à la cession de certaines activités. Le chiffre d'affaires du nouveau groupe serait de 23 milliards de dollars, avec un effectif de 130 000 personnes.
Tout semble avoir été anticipé dans un épais contrat préliminaire : le tandem Maurice Lévy-John Wren à la direction, une parité d'employés des deux groupes à tous les postes, des sièges opérationnels et une cotation boursière à Paris et à New York, un « équilibre », ; sauf certains détails que les analystes qualifient de « zones d'ombre »,, ainsi que les différences de culture d'entreprise et de caractère des deux dirigeants qualifiés d'autocrates. De plus, quelques mois après l'annonce du projet, le groupe américain tente d'imposer ses troupes aux commandes de la future entité : tous les points ne sont pas finalisés notamment concertant l’identité du directeur financier. En février 2014, les cours boursiers des deux groupes chutent à la suite de fuites dans les médias concernant ses différends et en raison de la lenteur de l'autorité de la concurrence chinoise. Quelques semaines plus tard, John Wren laisse clairement entendre que les négociations s'orientent vers un échec ; Maurice Lévy dément en précisant ne pas avoir « d'inquiétude majeure sur la réalisation du projet » qui lui tient tant à cœur et qui était prévu à l'origine pour le début de l'année en cours.
Mais la rupture à l'amiable est décidée dès le mois de mai 2014, suivie d'un communiqué tentant de la justifier par les « difficultés encore à surmonter, ajoutées à la lenteur du processus, ont créé un niveau d'incertitude préjudiciable aux intérêts des deux groupes ». Le 9 mai, soit dix mois après l'annonce ambitieuse de « fusion entre égaux », les deux groupes annoncent mettre fin à ce projet de fusion et demeurent de fait concurrents. « Trop d'arrière-pensées et de coups tordus » entre les dirigeants des deux groupes précise la presse qui qualifie cela d'« échec monumental », échec reconnu à demi-mot par Maurice Lévy.

### Après la tentative de fusion (Depuis 2014)
En juillet 2014 Publicis achète Cybermedia, une société créée en 1998 et spécialisée dans les services Internet aux PME au Benelux, qui est intégrée à sa filiale Publicis Webformance.
En octobre 2014, Publicis acquiert l'entreprise américaine Sapient, spécialisée dans la communication numérique et le conseil, pour 3,7 milliards de dollars, l'entreprise est renommée Publicis Sapient.
Le 14 avril 2019, Publicis annonce l'acquisition d'Epsilon, filiale d'Alliance Data Systems pour 4,4 milliards de dollars,,. Toujours dans la même année, le groupe réunit toute son activité data dans cette nouvelle entité.
Le 19 août 2019, Publicis acquiert l'entreprise américaine Rauxa, une agence indépendante de marketing qui vient de présenter un chiffre d'affaires de 70 millions de dollars en 2018,,.
Le 7 février 2019, Publicis Groupe finalise l'acquisition de Soft Computing, une société de conseil spécialisée en data science pour les besoins marketing de ses clients.
Le 15 mars, dans le contexte de l'invasion de l'Ukraine par la Russie en 2022, Publicis annonce céder sa filiale russe ayant 1 200 salariés à la direction de celle-ci.
Début avril 2022, Publicis révèle avoir maintenu ses objectifs de croissance au premier trimestre (10,8 %) en enregistrant un revenu net de 2,8 milliards d'euros.
Le 3 mai 2022, Publicis annonce l'acquisition de Profitero, une plateforme technologique spécialisée dans le commerce en ligne. Le montant de la vente serait évalué à 200 millions d'euros.
En octobre 2022, le groupe révise une seconde fois dans la même année ses prévisions de croissance à la hausse et table sur une croissance organique de 8,5 % contre 6 à 7 % initialement espérés.
En 2023, le groupe Publicis est condamné pour la « discrimination en raison du sexe et de la grossesse » à indemniser la victime à hauteur de 500 000 euros. Dans son jugement, la cour d'appel pointe que « les bilans sociaux montrent un écart de salaire entre les hommes et les femmes au sein de la société jusqu’en 2017 ».
En janvier 2024, Publicis annonce un investissement de 300 millions d'euros sur trois ans afin de renforcer ses capacités dans l'intelligence artificielle et ainsi exploiter une immense base de données accumulées depuis plusieurs années par le groupe.

## Actionnaires non minoritaires
Liste au 17 avril 2019.
| Nom                               | %      |
| Élisabeth Badinter                | 7,10 % |
| Harris Associates                 | 5,45 % |
| DNCA Finance                      | 2,68 % |
| Fil Investment Advisors           | 2,49 % |
| The Vanguard Group                | 2,46 % |
| Maurice Lévy                      | 1,95 % |
| Publicis Groupe (autocontrôle)    | 1,84 % |
| Norges Bank Investment Management | 1,75 % |
| Invesco Asset Management          | 1,50 % |
| Schroder Investment Management    | 1,46 % |

## Liste des filiales et participations
En 2010, les principales sociétés du groupe sont les suivantes[réf. nécessaire]. Pour les réseaux internationaux, Leo Burnett Worldwide, Publicis Worldwide et Saatchi & Saatchi Worldwide. Pour les médias Starcom MediaVestGroup, ZenithOptimedia et Médias & Régies Europe. En ce qui concerne les agences spécialisées et le marketing on compte Digitas, Razorfish, MSLGROUP, Publicis Net, Publicis Modem, Nurun, Yssup Research. Enfin en informatique la société principale est Publicis Technology.

### Réseaux Internationaux
- Leo Burnett Worldwide
- Publicis Worldwide
- Saatchi & Saatchi
- Starcom MediaVest Group (en)
- ZenithOptimedia
- Digitas
- Razorfish
- Publicis Healthcare Communications Group (PHCG)
- MSLGROUP
- Nurun
- QORVIS (agence de communication américaine rachetée)

### Publicité
- Publicis Conseil
- Leo Burnett Worldwide
- Publicis Worldwide
- Saatchi & Saatchi
- Marcel Worldwide
- Fallon Worldwide (en)
- Bartle Bogle Hegarty (détenu à 49 %)
- Kaplan Thaler Group
- Burrell
- Bromley

### Media
- Médiavision
- Média et Régies Europe
- VivaKi
- Starcom MediaVest Group (en)
- ZenithOptimedia
- Publicis Commerce

### Numérique
- Epsilon
- Rosetta
- ETO
- Softcomputing
- VivaKi
- Digitas
- Razorfish
- Denuo
- Starcom MediaVest Group (en)[61]
- ZenithOptimedia[62]
- VivaKi Nerve Center[63]
- Proximedia Group (en) (ex Publicis Webformance jusqu'en 2015, et précédemment fusionnée (entre autres) avec Cortix en 2012[64])
- Publicis Sapient

### Autres
- Phonevalley (agence de marketing mobile)
- BlogBang (2007)[65],[66] ensuite devenu Advance Marketing Services[67].

### Branding & Stratégies
- Carré Noir (rachetée par Publicis en 2001[68])

### Santé
- Publicis Healthcare Communications Group (PHCG)
  - Medicus Life Brands
  - Publicis Healthcare Consulting
  - Healthware International
  - Publicis Life Brands BOZ
  - Saatchi & Saatchi Healthcare
  - Williams-Labadie
  - Yssup Research
- Pharmagistics
- Publicis Medical Education Group
- Publicis Selling Solutions
- Sciences Oriented Solutions

### Communication Corporate / RP
- MSLGROUP
- METADESIGN
- JKL
- Kekst and Company
- Publicis Consultants
- Publicis Activ
- Publicis EtNous
- Publicis Events
- PublicisLive
- Publicis Meetings
- Eca2
- Emotion
- Relay
- Sponsorship Intelligence
- TMG
- SAS
- PBJS

### Production/Plateformes
- Prodigious
- Mundocom
- Market Forward

## Direction de l'entreprise

### Directoire
- Arthur Sadoun (en fonction depuis le 1er juin 2017 et P-DG depuis juin 2024)[69],[70]
- Maurice Lévy, président depuis le 27 novembre 1987
- Kevin Roberts depuis le 14 septembre 2000
- Jean-Michel Étienne depuis le 1er juillet 2010
- Anne-Gabrielle Heilbronner

### Conseil de surveillance
- Élisabeth Badinter[71],[72]
- Sophie Dulac, vice-présidente
- Simon Badinter
- Claudine Bienaimé
- Michel Cicurel
- Michel Halpérin
- Tadashi Ishii
- Marie-Josée Kravis
- Marie-Claude Mayer
- Véronique Morali
- Hélène Ploix
- Felix Rohatyn
- Amaury de Seze
- Henri-Calixte Suaudeau
- Tadashi Takashima
- Gérard Worms

## Polémiques

### Finances
Le groupe Publicis conclut un accord de plusieurs dizaines de millions d'euros avec SAP pour la création d'un progiciel. De nombreux problèmes techniques entraînent des surcoûts importants et retardent les nouveaux process de gestion et de suivi des entités au niveau du groupe. À la suite de cette déconvenue, l’AMF est saisie, en mai 2017, par une société de défense de petits porteurs qui accuse l'agence d'avoir gonflé ses résultats.

### Relations troubles entre l'agence et l'Arabie saoudite
Après l'assassinat de Samuel Paty, enseignant français d'histoire-géographie, par un islamiste tchétchène, Élisabeth Badinter, première actionnaire du groupe Publicis, signe une pétition « pour une laïcité pleine et entière » et dénonce sur plusieurs plateaux de radio français « l’islamisme politique », alors que Publicis et ses filiales gagnent de l'argent en redorant l’image de l’Arabie saoudite, engluée dans l’affaire Khashoggi, en défendant le royaume de diverses accusations de lien avec l’exportation du terrorisme.

### Implication dans la crise des opioïdes
En juin 2021, un procureur américain poursuit le groupe Publicis via sa filiale Publicis Health, pour son rôle dans la crise des opioïdes, la plus grande crise sanitaire américaine de la décennie. Selon le Centres pour le contrôle et la prévention des maladies (CDC), près d'un demi-million d'Américains sont morts d'une surdose causée par des opiacés ou bien prescrits ou bien vendus illégalement, entre 1999 et 2018.
La justice américaine reproche à Publicis des stratégies de marketing « illégales » et « malhonnêtes » pour avoir incité les médecins américains à prescrire davantage d'Oxycontin, le médicament mis en cause.
Selon la procureure du Massachusetts, Maura Healey, « la responsabilité pour la crise des opiacés traverse toute l'industrie, depuis Purdue et la famille Sackler jusqu'aux consultants et aux partenaires comme McKinsey et Publicis ». La plainte déposée vise plusieurs contrats, estimés à plus de 50 millions de dollars. « Publicis a engagé une myriade de stratégies injustes et trompeuses qui ont pesé sur la prescription d'OxyContin à travers le pays, y compris dans le Massachusetts » a précisé le procureur.
Ces « stratégies » détaillées dans la plainte consistent en des actions visant à « combattre les hésitations » des médecins et à les inciter à prescrire de l'OxyContin plutôt que d'autres médicaments plus faiblement dosés, et sur des durées plus longues, augmentant sensiblement les risques de dépendance.
Début février 2024, la filiale du groupe implantée aux Etats-Unis, Publicis Health, doit verser 350 millions de dollars au titre de réparation pour son rôle joué dans la crise des opiacés. Selon le bureau du procureur de New-York, Publicis a « développé des stratégies de marketing prédatrices et trompeuses pour Purdue Pharma de façon à augmenter les prescriptions et les ventes d'opiacés ».